# Соціологічний факультет Харківського національного університету
Соціологічний факультет Харківського національного університету імені В.Н. Каразіна є провідним факультетом соціологічної освіти України, що забезпечує підготовку студентів за трьома рівнями освіти: бакалаврат, магістратура та доктор філософії (PhD) та трьома актуальними і необхідними для кожного суспільства спеціальностями: 054 Соціологія, 061 Журналістика та 231 Соціальна робота.   
Соціологічний факультет був заснований у 1990 році та став першим соціологічним факультетом в Україні, який почав здійснювати підготовку бакалаврів за спеціальністю соціологія. Сьогодні на факультеті навчається більше 800 студентів. Науково-педагогічний колектив факультету складається із 61 працівника, серед яких 1 академік НАН України, 12 докторів наук, професорів та 34 кандидатів наук, доцентів.  

## Про факультет
Соціологічний факультет у Харківському національному університеті імені В. Н. Каразіна було засновано в 1990 році й він став першим соціологічним факультетом в Україні. На факультеті працюють 6 кафедр, які забезпечують навчальний процес: кафедра соціології, кафедри політичної соціології, кафедра прикладної соціології та соціальних комунікацій, кафедра соціології управління та соціальної роботи, кафедра методів соціологічних досліджень, кафедра медіакомунікацій. Кожного року кафедри пропонують понад 300 навчальних дисциплін для студентів факультету та університету. 
У травні 1996 року за ініціативи соціологів, політологів, Харківського національного університету імені В. Н. Каразіна був створений Східноукраїнський Фонд соціальних досліджень. Основною метою діяльності Східноукраїнського Фонду соціальних досліджень є сприяння науково-дослідній, соціально-технологічній і соціоінженерній діяльності на основі сучасних досягнень соціології, економіки, політології, правознавства, соціальної психології, урбаністики й інших соціальних наук. У 2011 році на факультеті відкритий прес-центр, який є базою практики для студентів, які вивчають соціологію комунікацій. Окрім того в університеті діє "Університетська медіастудія", де студенти проходять практику та навчаються сучасним медіа та цифровим умінням і навичкам. 
У 2021 році Соціологічний факультет був названий факультетом №1 із галузі знань "соціальні та поведінкові науки" у рейтингу, що був опублікований міжнародним журналом "Forbes Україна". Окрім того, факультет має тісні зв'язки з роботодавцями, зокрема: Міжнародний фонд "Відродження", Офіс фонду Кондрата Аденауера в Україні, Соціологічна група «Рейтинг», Київський міжнародний інститут соціології (КМІС), Український центр економічних та політичних досліджень ім. О. Разумкова, Український інститут соціальнихдосліджень імені Олександра Яременка, SOCIS – Центр соціальних та маркетингових досліджень, GFKUkraine, TNS Ukraine «Тейлор Нельсон Софрез Україна» (Kantar Україна), UMG Ukrainian Marketing Group та інші.
Також факультет підтримує тісні наукові, науково-дослідні та освітні зв'язки з університетами по всьому світу: Університетом Джорджа Мейсона (США), Зеленогурським університетом (Польща), Столичним університетом Осло (Норвегія), Університетом Індіани (США), The New School for Social Research (США), Вільним університетом Берліна, Берлінським університетом імені Гумбольтів (Німеччина), Університетом Канзасу, Бостонським університетом, Університетом Джорджії (США), Лондонською школою економіки (Великобританія), Вальядолідським університетом (Іспанія), Університетом Східної Фінляндії (Фінляндія).  

## Освітні програми, що реалізуються на факультеті

#### Підготовка бакалаврів за освітніми програмами[3]:
1) Соціально-політичні та маркетингові дослідження (спеціальність 054 Соціологія);
2) Соціологія комунікацій, реклами та зв'язків з громадськістю (спеціальність 054 Соціологія);
3) Медіакомунікації та зв'язки з громадськістю (спеціальність 061 Журналістика);
4) Соціальна робота (спеціальність 231 Соціальна робота).

#### Підготовка магістрів за освітньо-професійними програмами[4]:
1) Соціальні технології (спеціальність 054 Соціологія);
2) Соціальний менеджмент (спеціальність 054 Соціологія);
3) Цифровий соціум (спеціальність 054 Соціологія);
4) Стратегічні комунікації та нові медіа (спеціальність 061 Журналістика);
5) Аудіовізуальні медіа та цифрова журналістика (спеціальність 061 Журналістика).

#### Підготовка докторів філософії за освітньо-науковою програмою "Соціологія".
1) Соціологія (спеціальність 054 Соціологія).

## Структура факультету

#### Кафедра соціології
Була створена 1 січня 1980 р. і є однією з перших соціологічних кафедр у колишньому Радянському Союзі. Спеціалізація кафедри дозволяє випускникам працювати соціологами-аналітиками, соціологами-дослідниками, соціологами-практиками, викладачами соціогуманітарних дисциплін у вищій та середній школі. Спеціалізації кафедри – "соціальна аналітика та соціокультурна експертиза".

#### Кафедра політичної соціології
Кафедра політичної соціології створена у липні 2005 року за ініціативи професора, доктора соціологічних наук Куценко Ольги Дмитрівни. Кафедра забезпечує спеціалізацію студентів соціологічного факультету з політичної соціології та соціально-політичного маркетингу, а також викладання основних та вибіркових соціологічних дисциплін на рівнях «Бакалавр», «Магістр», «Доктор філософії (PhD)». Перший набір до спеціалізації здійснено у 2005-2006 н.р. Спеціалізації кафедри – «Політична соціологія», «Політичний маркетинг і політичне консультування». До складу кафедри входять 7науково-педагогічних працівників, які є спеціалістами в галузях політичного маркетингу та аналітики, маркетингових досліджень, гендерних досліджень, теорій раціонального вибору, політичних революцій, медіакомунікацій, теорії дослідження еліт, соціальних технологій, політичної соціології, інтеграційних та дезінтеграційних процесів, дослідження Європейського Союзу, теорії прийняття політичних та управлінських рішень, тощо. Кафедра політичної соціології підтримує тісні наукові, дослідницькі та академічні зв’язки з OsloMetropolitanUniversity (Норвегія), Freie Universität Berlin, Humboldt-Universität zu Berlin (Німеччина), University of Kansas, Boston University, University of Georgia (США), The London School of Economics and Political Science, LSE (Великобританія), Uniwersytet Zielonogórski (Польща).

#### Кафедра прикладної соціології та соціальних комунікацій
Кафедру прикладної соціології та соціальних комунікацій було засновано у червні 1993 року та спочатку вона мала назву “кафедра соціальних технологій”. Її створення було обумовлене посиленням прикладного аспекту навчально-методичної та науково-дослідницької роботи соціологічного факультету, а також відповідною спеціалізацією студентів з економічної та політичної соціології. Створив та очолив кафедру доктор соціологічних наук, професор, академік НАН України В.С.Бакіров. У квітні 1996 року відбулася зміна назви кафедри на “кафедру прикладної соціології” та одним з головних напрямків діяльності стають питання соціологічного вивчення технологій соціальних комунікацій. Після отримання у 2012 році університетом ліцензії на підготовку фахівців зі спеціальности 6.030302 “Реклама та зв’язки з громадськістю” на базі кафедри «кафедри прикладної соціології” Вченою Радою ХНУ імені В.Н.Каразіна було прийнято рішення змінити назву кафедри на “кафедра прикладної соціології та соціальних комунікацій”, що більш влучно відображало весь комплекс наукових та освітніх напрямків діяльності кафедри. До викладання спеціальних професійних дисциплін з реклами та зв’язків з громадськістю залучені лідери ринку – практики, керівники рекламних та PR-агенцій, деякі з них є випускниками кафедри. Для наближення знань, навиків та умінь, які студенти отримують під час навчання до вимог ринку праці, кафедра організовує та проводить професійні майстерні, майстер-класи, інтенсивні навчання, літні школи за участі фахівців –практиків, місцевих державних структур. Студенти і викладачі кафедри залучені до роботи таких комунікативних підрозділів університету, як Центр зв’язків з громадськістю ХНУ імені В.Н.Каразіна; Центр працевлаштування ХНУ імені В.Н.Каразіна, прес-центр соціологічного факультету, Університетська медіастудія, студентське радіо ЗІР, ведуть блог кафедри http://karazinsocioblog.blogspot.com.

#### Кафедра методів соціологічних досліджень
Кафедра методів соціологічних досліджень створена у 1991 році (до 2003 року кафедра методики та техніки соціологічних досліджень). Кафедра бере участь у базовій підготовці бакалаврів за спеціальністю «Соціологія», «Соціальна робота», «Журналістика». Кафедра готує спеціалістів та магістрів за спеціалізацією «Методи соціологічних досліджень». Сфери професійної діяльності випускників кафедри - центри вивчення громадської думки, науково-дослідні установи з вивчення соціальних проблем, вищі та середні навчальні заклади. Студенти кафедри проходять ознайомчу (на 3 курсі) та виробничу (на 4 курсі) практики на кафедрі методів соціологічних досліджень, у лабораторії соціологічних досліджень, у Східноукраїнському Фонді соціальних досліджень.

#### Кафедра соціології управління та соціальної роботи
Кафедру соціології управління та соціальної роботи засновано на соціологічному факультеті в Харківському національному університеті імені В. Н. Каразіна в 1990 році. З 2001 року кафедра є випусковою за спеціальністю «соціальна робота» в Харківському національному університеті імені В.Н. Каразіна та має статус одного з провідних центрів Східної України з підготовки кваліфікованих фахівців із соціальної роботи. Навчальні плани кафедри поєднують теоретичну та практичну підготовку. На кафедрі викладають такі дисципліни: «Соціологія управління», «Соціальна політика», «Управління соціальними проектами», «Конфліктологія», «Соціальний аудит», «Історія соціальної роботи», «Теорія і методи соціальної роботи», «Технології соціальної роботи», «Менеджмент соціальної роботи», «Основи маркетингу», «Кадрова безпека», «Управлінський консалтинг», «Технології управління персоналом», «Стратегічне планування», «Кар'єра та лідерство», «Комунікативний менеджмент та event-менеджмент» та ін. Кафедра випускає науково-практичне он-лайн видання «SOCIOПРОСТІР: міждисциплінарний збірник наукових праць з соціології та соціальної роботи» ( http://periodicals.karazin.ua/socioprostir/ ). Кафедра підтримує партнерські зв'язки з Головним управлінням з соціальних і гуманітарних питань Харківської міської ради, відділенням Національної служби посередництва та примирення в Харківський області, державними та комунальними соціальними службами, громадськими організаціями м. Харкова та Харківської області.

#### Кафедра медіакомунікацій
Катедра медіакомунікацій соціологічного факультету Харківського національного університету імені В. Н. Каразіна – міждисциплінарна спільнота фахівців у галузі медіакомунікацій: медіадослідників і медіапрактиків. На катедрі працюють відомі журналісти, кіно- і телережисери, сторітелери, фотографи, фільмейкери, рекламісти, піарники, дизайнери, фахівці з 3D анімації, VR та AR технологій. У 2009 році колектив катедри ініціював створення нової спеціальності «Медіакомунікації» і здійснив перший в Україні випуск магістрів за цією спеціальністю. За 12 років існування катедра підготувала більш ніж 200 випускників, які успішно працюють у галузі цифрових мас-медіа (онлайн-видання, інтернет-радіо, цифрове телебачення), в інтернет-фірмах, конвергентних ньюзрумах, редакціях ЗМК, медіацентрах, фото- і кіностудіях, у прес-службах, в інформаційних, креативних, брендингових, дизайнерських, маркетингових, PR-, івент- і рекламних агенціях. Катедрою організовано більш ніж 400 майстер-класів і тренінгів, залучено до викладання іноземних лекторів з Європи і США, започатковано Міжнародний науково-практичний баркемп «Каразінський Медіасимпозіум», видається журнал «Media Studies: Міждисциплінарні дослідження медіа», створено експериментальну мультимедійну лабораторію «Media Topos Films», знято серію короткометражних фільмів. У 2019 року на катедрі стартувала нова освітньо-професійна програма «Аудіовізуальні медіа та цифрова журналістика». Сьогодні катедра готує магістрів за спеціальністю 061 – «Журналістика», освітньо-професійною програмою «Аудіовізуальні медіа та цифрова журналістика», аспірантів за PhD-програмою підготовки докторів філософії зі спеціальності 061 – «Журналістика». Сайт кафедри: http://mediatopos.org/.  

## Науково-дослідна робота факультету
На факультеті виконуються міжнародні науково-дослідницькі проєкти, що фінансується ЄК в межах рамкової програми "HORIZON2020":
1) FUSILLI «Fostering the Urban Food System Transformation through Innovative Living Labs Implementation» («Сприяння трансформації міської системи харчування через впровадження інноваційних лабораторій життя»), що фінансується Виконавчим агентством з досліджень (REA), на підставі повноважень, делегованих Європейською Комісією, координується Фундацією КАРТІФ («Fundacion CARTIF», Іспанія) за участі Харківського національного університету імені В.Н. Каразіна як партнера (реєстраційний номер 101000717, термін реалізації проекту: 01.01.2021– 31.12.2024 рр.).
2) «Довіра в європейських демократіях» («Trust in European Democracies», TRUEDEM). Фінансується в межах рамкової програми Європейського Союзу «HORIZON2020». Керівник проєкту від факультету доцент кафедри методів соціологічних досліджень Кузіна І.І. Тема HORICON-CL2-2022-DEMOCRACY-01-08, 2023-2026 рр.).
Окрім того факультет активно залучений до реалізації науково-дослідних робіт, що фінансуються МОН України, Національним фондом досліджень України, або які виконуються без фінансування:
1) Науково-дослідна фундаментальна робота №2-10-21 «Соціолого-математичне моделювання ефективності управління соціально-епідемічними процесами для забезпечення національної безпеки України» (2021-2022 рр.). 
2) «Актуальні напрями менеджменту соціальних служб», № 0121U108311 на безоплатній основі. 
3) Фундаментальне дослідження «Адаптація соціально вразливих категорій студентської молоді в контексті медіатизації українського суспільства», за грантом МОН України, 2019-2021 рр. 
4) Фундаментальне дослідження «Студент у сучасному комунікативному просторі»; без фінансування, 2020-2022 рр. 
Також факультет активно залучений до реалізації міжнародних науково-дослідницьких проєктів:
1) Міжнародний проєкт разом із науковцями Оксфордського університету «Cultural artefacts and belonging: A comparative case study of displaced and refugee young people and families in Ukraine and Belarus».
2) Міжнародний проєкт «Future of Public Administration» (FoPA), що фінансується в рамках Програми ЄЕЗ (Європейської економічної зони 2014-2021) «Транскордонне співробітництво, належне врядування, підзвітна установа, прозорість».
3) Проєкт Ceative Spark, який був присвячений розвитку соціального підприємництва у студентів університету. Проєкт реалізовувався соціологічним факультетом протягом 2018-2022 рр. Проєкт фінансувався Британською Радою в Україні і реалізовувався у співпраці з Anglia Ruskin University (Кембридж, Великобританія). Результатом реалізації проєкту стало залучення університету до програми Creative Flame, що передбачає членство в Британській Асоціації викладачів підприємництва (EEUK), 2022-2023. 
4) Міжнародний проект «Акомодація регіонального розмаїття в Україні» (ARDU), що реалізується спільно з університетом ОслоМет (Oslo Metropolitan University, Норвегія). Фінансується Дослідницькою радою Норвегії (договір NIBR 200888, 2018-2021 рр.). 

## Працевлаштування випускників
Наші випускники працюють у наступних агенціях, інституціях та організаціях: Всесвітня асоціація з вивчення громадської думки, WVS Association (WVSA) - World Values Survey, Pleon Talan, Saatchi & Saatchi Ukraine, UNIT.City, Бостонський університет, Кембриджський університет, Університет штату Огайо, OsloMet University, Університет Східної Фінляндії, Університет Західного Лондону, телеканали СТБ, UA:Перший, Новий канал, StarLightMedia, Epam Systems, Sigma Software Group, Nestlé, SoftServe, AlexSoft, Yasno Research & Consulting Group, GfK, JTI Careers, Nordic Ukraine Forum, MacPew, Brightgrove, YouScan, Genentech, Fedoriv Marketing Agency, Shell Business Park, Tartoniks, Харківська міська рада, Харківська обласна державна адміністрація, районні та міські адміністрації, Norwegian National Travel Survey.  

## Відомі науковці та випускники факультету
Бакіров Віль Савбанович
Навроцький Олексій Ігорович
Євтух Володимир Борисович
Сокурянська Людмила Георгіївна
Хижняк Лариса Михайлівна
Куценко Ольга Дмитрівна
Мурадян Олена Сергіївна
Стародубцева Лідія Володимирівна
Литовченко Марина Андріївна
Борисенко Олена Олександрівна

## Наукові видання факультету
Науковий журнал Вісник ХНУ імені В.Н. Каразіна. Серія "Соціологічні дослідження сучасного суспільства: методологія, теорія, методи".
Науковий журнал «SOCIOПРОСТІР:МІЖДИСЦИПЛІНАРНИЙ ЕЛЕКТРОННИЙ ЗБІРНИК НАУКОВИХ ПРАЦЬ З СОЦІОЛОГІЇ ТА СОЦІАЛЬНОЇ РОБОТИ».
Науковий журнал "Український соціологічний журнал".

## Наукові конференції, що проводяться на базі факультету
Міжнародна конференція студентів, аспірантів, докторантів та молодих учених "Соціологія у (пост)сучасності". 
Харківські соціологічні читання. 
Якубинська наукова сесія. 
Каразінський медіасимпозіум. 
Конгреси Соціологічної Асоціації України.

## Студентське життя
Щодо студентського життя ви можете ознайомитися на офіційний інформаційних ресурсах факультету, зокрема:  
1) Наша група у фейзбуці: https://www.facebook.com/SocioKarazin
2) Наша сторінка і інстаграмі: https://www.instagram.com/socio_family/
3) Телеграм канал студентського наукового товариства: https://t.me/snosocio
4) Телеграм канал студентів факультету: https://t.me/SocioFamily